# William Cabell Bruce
William Cabell Bruce (ur. 12 marca 1860 roku, zm. 9 maja 1946 roku) – amerykański polityk, działacz Partii Demokratycznej. W latach 1923–1929 był przedstawicielem stanu Maryland w Senacie Stanów Zjednoczonych. W 1918 otrzymał Nagrodę Pulitzera za książkę Benjamin Franklin, Self-Revealed.